# 5524 Lecacheux
Az 5524 Lecacheux (ideiglenes jelöléssel 1991 RA30) a Naprendszer kisbolygóövében található aszteroida. Henry Holt fedezte fel 1991. szeptember 15-én.